# زیردریایی یو-۴۲۳
زیردریایی یو-۴۲۳ (به انگلیسی: German submarine U-423) یک زیردریایی بود که طول آن ۶۷٫۱ متر (۲۲۰ فوت ۲ اینچ) بود. این زیردریایی در سال ۱۹۴۲ ساخته شد.